# Sjevernoamerički lamantin
Sjevernoamerički lamantin ili manati (lat. Trichechus manatus) je najpoznatija vrsta lamantina, kao i najkrupnija preživjela vrsta iz reda vodenih sisavaca Sirenia (kojoj pripada i dugong, kao i izumrla Štelerova morska krava). Na temelju genetičkih i morfoloških istraživanja, manati se dijele na dvije podvrste: na floridske (T. m. latirostris) i karipske (T. m. manatus) sjevernoameričke lamantine.

## Izgled
Kao i druge vrste morskih krava, sjevernoamerički lamantini prilagodili su se morskom načinu života, što znači da su im zadnji udovi zakržljali u obliku peraja. Prosječna jedinka je približno 3 metara dugačka, i teži između 400 i 600 kilograma, s tim da su ženke obično krupnije od mužjaka. Najteži primjerak je imao do 1500 kilograma. Imaju debelu kožu sive boje, na kojoj su raštrkane dlake, koje imaju ulogu u skidanju naslaga algi.

## Zemljopisna rasprostranjenost
Kao i što im ime govori, sjevernoamerički lamantini nastanjuju najčešće priobalne, plitke vode oko Kariba. Podnose velike razlike u salinitetu okoline u kojoj žive, tako da su viđani da zalaze u plitke rijeke i estuarije. Ograničeni su na tropsku i suptropsku zonu zbog vrlo niske metaboličke aktivnosti i nedostatka debelog sloja izolirajućeg sala. Tijekom ljeta, zabilježena je prisutnost ovih velikih sisavaca na sjeveru Amerike, sve do Rhode Islanda.
Floridski lamantin (Trichechus manatus latirostris) je krupnija podvrsta ovih morskih sisavaca. Najčešći su u vodama oko jugoistočnog dijela SAD-a, pretežno Floride. Mogu se pronaći u slatkovodnim rijekama oko estuarija, i u priobalnim vodama Meksičkog zaljeva i Atlantskog oceana.
Karipski lamantin (Trichechus manatus manatus) je druga podvrsta sjevernoameričkih lamantina i široko je prisutan oko Karipskog mora i Atlantskog oceana - sjeverno od Meksika i na jugu do Brazila. Tijekom povijesti, karipske ili antilske lamantine bila su lovila mjesna plemena i koja su ih prodavala europskim moreplovcima za hranu. Danas su obje podvrste ugrožene, jer su lak plijen krivolovcima. Veliku opasnost predstavljaju ribolovci, kao i sve učestalija brodska aktivnost. Na Belizeu se nalazi jedna od većih institucija za proučavanje i zaštitu ovih morskih stvorenja, a neki smatraju da je to posljednje utočište karipske podvrste.

## Ponašanje i prehrana
Lamantini su iznimno okretni i spretni u sredini u kojoj žive. Pojedine jedinke su viđane kako izvode razne okrete i prevrtanja u vodi, kao i da plivaju naglavačke. Nisu teritorijalna bića. Nemaju složeno ponašanje kada je u pitanju izbjegavanje predatora, s obzirom na to da žive u sredinama u kojoj nema prirodnih grabljivica.
Životni vijek u divljini vjerojatno je duži od prosječnih 28 godina koliko žive u zatočeništvu.
Odrasle životinje napasu od 9 do 30 kilograma morske vegetacije i izdanaka dnevno. Hrane se abrazivnim biljkama, njihovi se kutnjaci ubrzano troše pa se tijekom života zamjenjuju novima. Poznato je da jedu i male beskralježnjake i ribu.

## Razmnožavanje
Iako ženke sjevernoameričkih lamantina najčešće vode usamljenički život, u vrijeme parenja okupljaju se u male grupe. Većina ženka najuspješnije se razmnožava između sedme i devete godine, ali su već s četiri godine života spremne za parenje. Trudnoća traje od 12 do 14 mjeseci. Obično se rađa jedno mladunče, iako su zabilježeni rijetki porodi blizanaca. Mladi se rađaju s pretkutnjacima i kutnjacima, dopuštajući im da se već s tri tjedna uspješno hrane morskom hranom. Ženke najčešće imaju mladunče svakih 2 do 5 godina. Majka s mladunčetom ostaje zajedno oko 2 godine.

## Lamantini i ljudi
Manati su lovljeni stotinama godina radi svog mesa i kože, a lov je i danas prisutan, prije svega u državama Središnje i Južne Amerike. Konstantnu opasnost predstavlja i turizam, tj. suočavanje s motornim elisama i brodovima koji su fatalni za ove sisavce.